# Route nationale 558
La route nationale 558 ou RN 558 était une route nationale française reliant le Cannet-des-Maures à Cogolin.
À la suite de la réforme de 1972, elle a été déclassée en RD 558.

## Ancien tracé du Cannet-des-Maures à Cogolin (D 558)
- Le Cannet-des-Maures (km 0)
- La Garde-Freinet (km 20)
- Grimaud (km 30)
- Cogolin (km 34)